# Agroindustrial (Santa Maria)
Agroindustrial é um bairro do distrito da sede, no município gaúcho de Santa Maria, no Brasil. Localiza-se no oeste da cidade.
O bairro Agroindustrial possui uma área de 6,3266 km² que equivale a 5,19% do distrito da Sede que é de 121,84 km² e  0,3531% do município de Santa Maria que é de 1791,65 km².

## História
O bairro surge oficialmente em 2006, onde, até aquele ano, o local que hoje situa-se o bairro era uma área do distrito da Sede sem denominação específica. O novo bairro foi batizado com este nome por nele estar instaladas Agro-Vilas e o próprio Distrito Industrial de Santa Maria.

## Limites
Limita-se com os bairros: Boca do Monte, Caturrita, Nova Santa Marta, Juscelino Kubitschek, Pinheiro Machado, Tancredo Neves, Santo Antão.
Descrição dos limites do bairro: A delimitação inicia no cruzamento do Arroio Ferreira com a linha férrea Santa Maria-Uruguaiana, segue-se a partir daí pela seguinte delimitação: eixo da linha férrea Santa Maria-Uruguaiana, no sentido sudeste; eixo da antiga estrada para a Caturrita, no sentido sul, defletindo para sudeste; divisa norte da Vila Marista, no sentido oeste; divisa norte da Vila Por-do-Sol, no sentido oeste; leito da sanga sem denominação, afluente do Arroio Ferreira, no sentido a jusante; divisa leste da área do Distrito Industrial, no sentido sul; eixo da Rodovia BR-287, no sentido noroeste contornando para sudoeste; leito do Arroio Ferreira, no sentido a montante, até encontrar o eixo da linha férrea Santa Maria-Uruguaiana, início desta delimitação.

## Unidades residenciais
O bairro Agroindustrial, pertencente ao distrito da Sede, é uma unidade de vizinhança que contém as seguintes unidades residenciais:
| # | Unidade residencial | Localização                       | Limites                                                                       | Obs.       |
| - | ------------------- | --------------------------------- | ----------------------------------------------------------------------------- | ---------- |
| 1 | Agroindustrial      |                                   | Toda a área do perímetro do Bairro Agroindustrial sem denominação específica. |            |
| 2 | Agrovila I          |                                   | A Unidade Residencial não possui delimitação pré-definida.                    |            |
| 3 | Agrovila II         |                                   | A Unidade Residencial não possui delimitação pré-definida.                    |            |
| 4 | Distrito Industrial | 29° 41' 07.35" S 53° 52' 22.86" O | A Unidade Residencial não possui delimitação pré-definida.                    | [ Obs. 1 ] |

1. ↑  O acesso principal se dá pela Avenida Pedro Cezar Saccol.

## Demografia

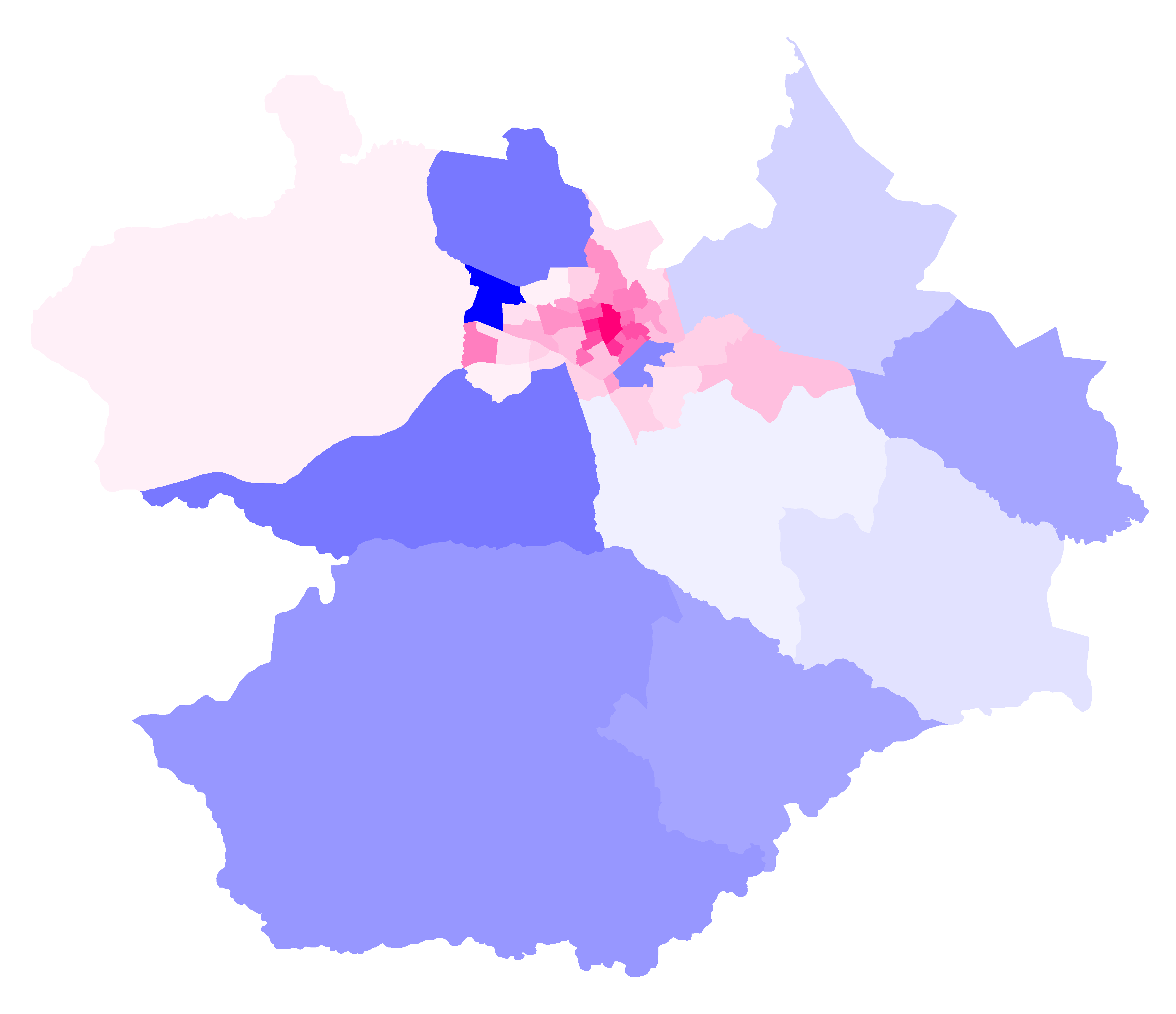
Mapa do município de Santa Maria com as divisões em bairros. Em escalas de azul os bairros com predominância masculina e em escalas de rosa os bairros com predominância feminina. Observa-se que quanto melhor a infraestrutura e o acesso a ela mais convidativo o bairro é para a população feminina. E, reciprocamente, podemos reconhecer os bairros com melhor infraestrutura observando onde a população feminina está concentrada.

Segundo o censo demográfico de 2010, Agroindustrial é, dentre os 50 bairros oficiais de Santa Maria:
- Um dos 41 bairros do distrito da Sede.
- O 50º bairro mais populoso.
- O 13º bairro em extensão territorial.
- O 41º bairro mais povoado (população/área).
- O 43º bairro em percentual de população na terceira idade (com 60 anos ou mais).
- O 26º bairro em percentual de população na idade adulta (entre 18 e 59 anos).
- O 8º bairro em percentual de população na menoridade (com menos de 18 anos).
- Um dos 11 bairros com predominância de população masculina.
- Um dos 30 bairros que não contabilizaram moradores com 100 anos ou mais.

Distribuição populacional do bairro
1. Total: 224 (100%)
  1. Urbana: 224 (100%)
  2. Rural: 0 (0%)
2. Homens: 130 (58,04%)
  1. Urbana: 130 (58,04%)
  2. Rural: 0 (0%)
3. Mulheres: 94 (41,96%)
  1. Urbana: 94 (100%)
  2. Rural: 0 (0%)

## Infraestrutura

### Distrito Industrial
No bairro está localizado o Distrito Industrial de Santa Maria.

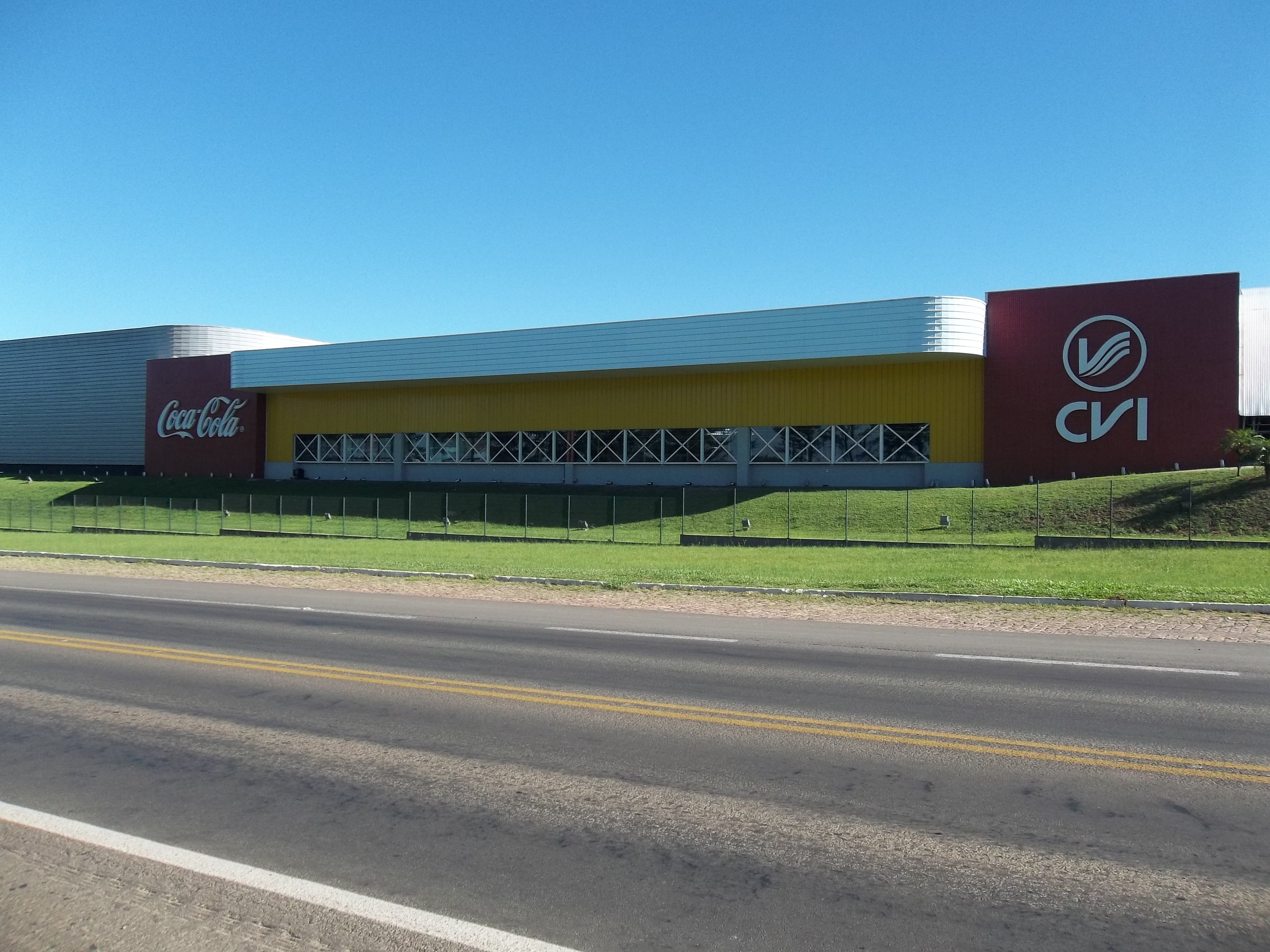
Unidade da Coca-Cola em Santa Maria, situada no bairro.

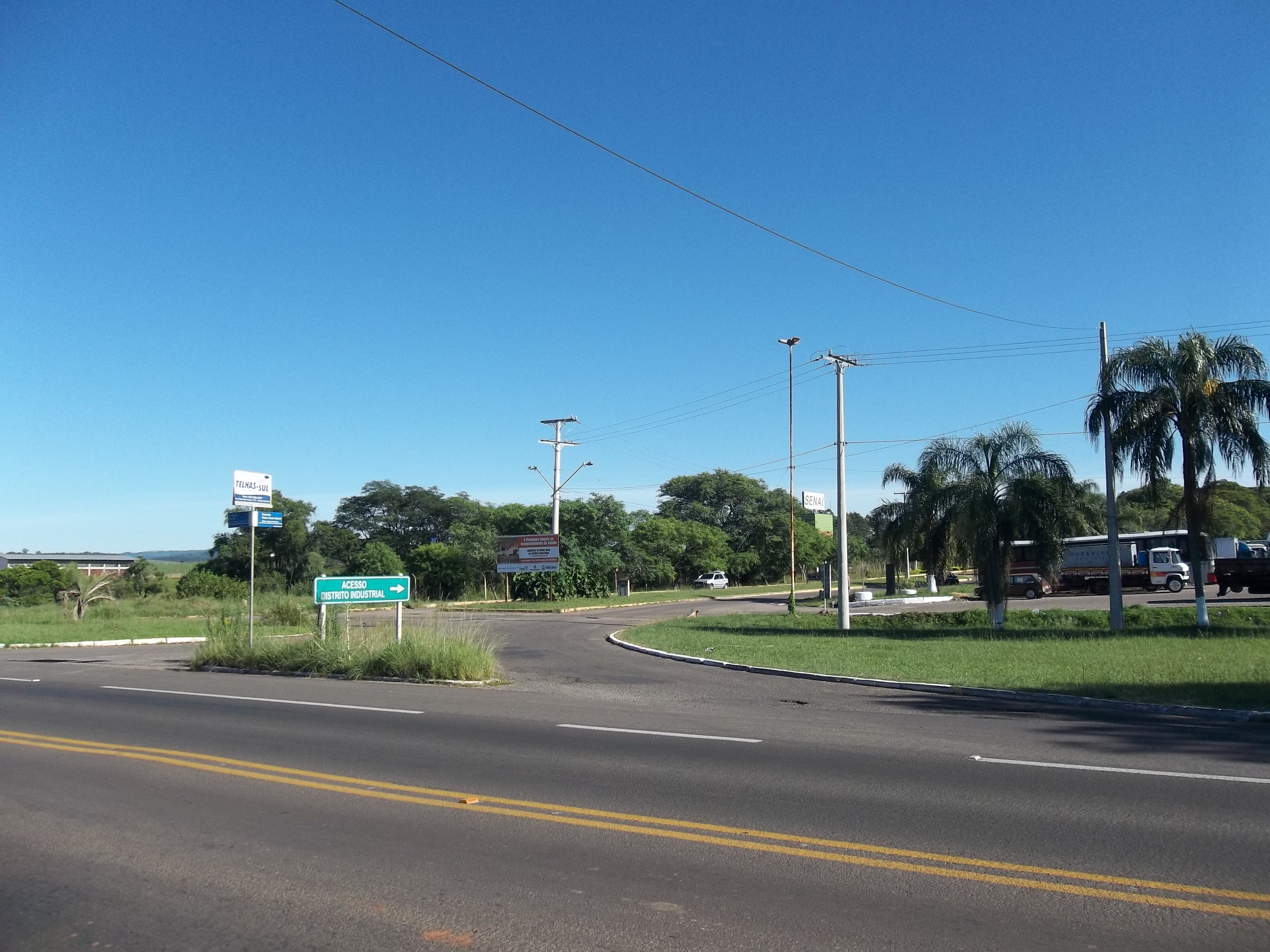
Acesso ao Distrito Industrial de Santa Maria, uma das unidades residenciais do bairro.

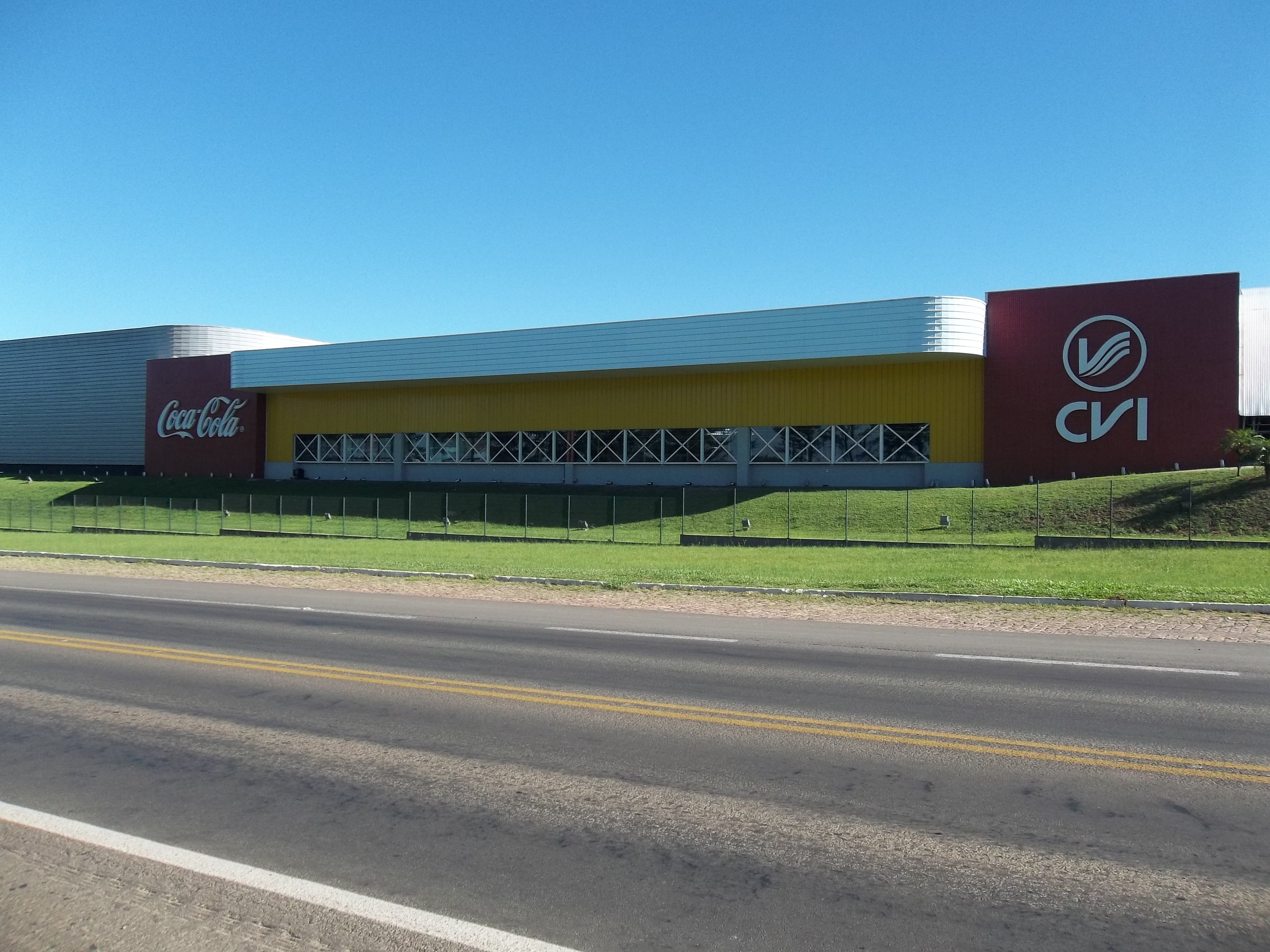
Unidade da Coca-Cola em Santa Maria, situada no bairro.

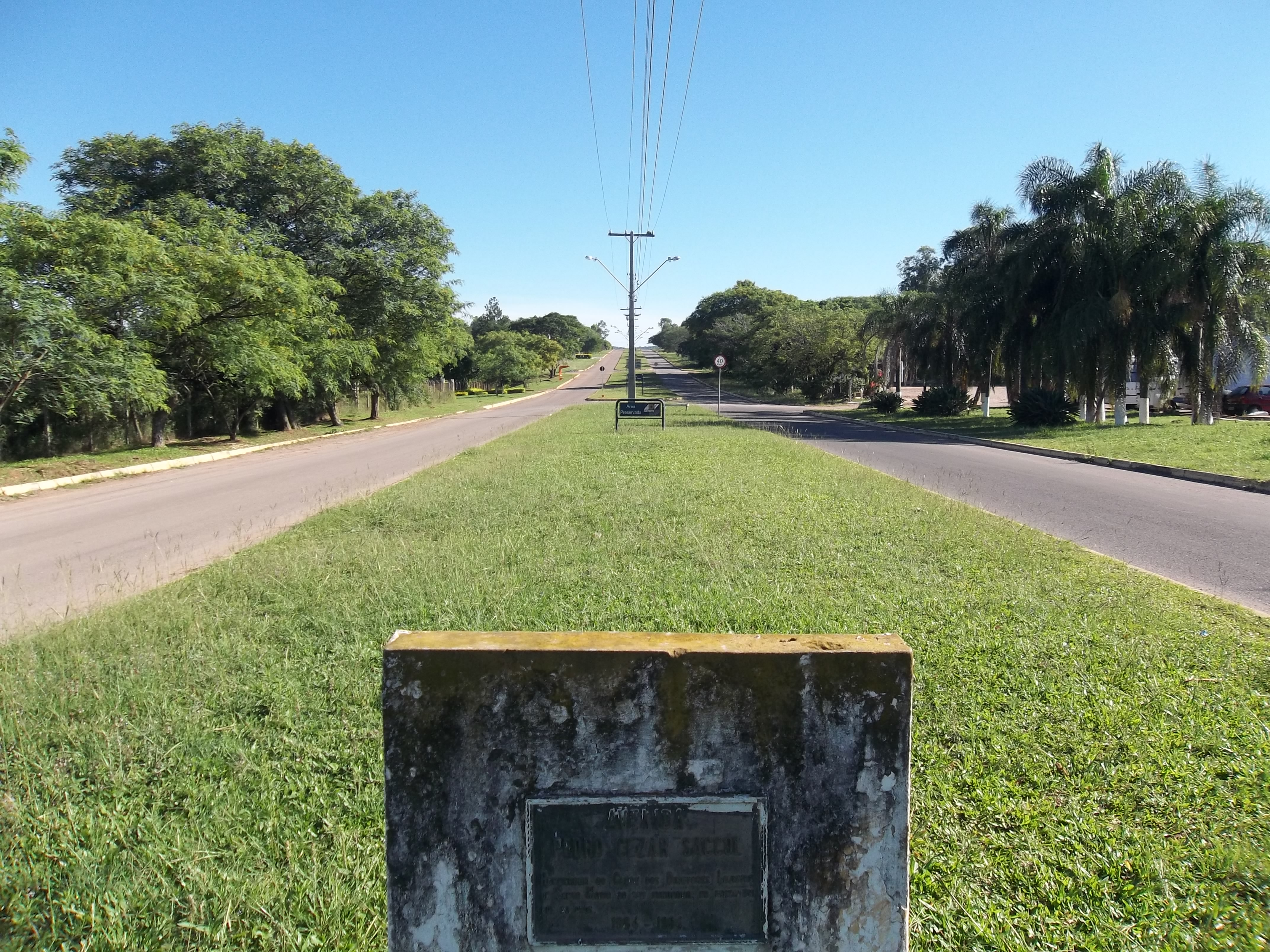
Avenida Pedro Cezar Saccol, a principal via que adentra o Distrito Industrial.

O Distrito Industrial está localizado na porção oeste da cidade e constitui-se num complexo polissetorial com uma área de 249,97 ha. Estão instaladas 20 unidades, contribuindo com aproximadamente 500 empregos diretos.
Apesar de tentativas para fortalecer o processo industrial no município, muitos são os obstáculos existentes, entre eles podemos destacar: a carência de recursos financeiros, a falta de opções no sistema de transportes e de mão-de-obra qualificada.
O Distrito Industrial, desde seu surgimento, não ampliou o seu parque industrial. Poucas são as empresas que estão localizadas na área.
A implantação do Distrito industrial foi projetada em três tapas, todas com incentivos por parte do município aos empresarios que venham a investir no local (Lei Municipal nº 3200/89).
Projetado pelo governo do Rio Grande do Sul na década de 1970, o Distrito Industrial de Santa Maria sempre esteve, intrinsecamente, ligado às questões do desenvolvimento industrial do município. Através de uma integração estratégica de suas empresas e dessas com os outros organismos, que direta ou indiretamente tem interesse ou participação nele, a ADV tem lutado pela revitalização do Distrito Industrial.
A mão de obra nesta unidade residencial é de 1.097 empregados, 2.858 dependentes, 1.535 indiretos, totalizando 5.490 .
O distrito industrial pertenceu ao estado até o dia 21 de dezembro de 2009, quando na ocasião todos os deputados aprovaram, na Assembleia Legislativa, o repasse da área do Estado para o Município.
No dia 13 de Janeiro de 2010 a então governadora Yeda Crusius assinou o repasse de 329 hectares a área do Distrito Industrial para o município .
A grande vantagem na municipalização do Distrito Industrial é a agilidade na Autorização para instalação de empresas na área.
Algumas de suas indústrias
CVI/Coca-Cola
A CVI, Companhia Vontobel de Investimentos, franqueada pela The Coca-Cola Company e Heineken Brasil, com fábrica, no bairro Agroindustrial, em Santa Maria e centros de distribuição em Passo Fundo e Santa Cruz do Sul. A fabrica foi inaugurada em Santa Maria, no dia 5 de dezembro de 1977.